# Vanoise
Vanoise (francouzsky Massif de la Vanoise) je pohoří nacházející se ve Francii v departementu Savojsko. Geograficky se řadí do Západních Alp. Jedná se o turisticky významnou horskou oblast, v které leží mnoho vysokých štítů. V karech hor teče na 17 hlavních ledovců. Nejvyšší vrchol pohoří je Grande Casse (3855 m). Rozloha masivu je 1900 km² a jeho významná část (1436 km²) je součástí Národního parku Vanoise (Parc National de la Vanoise).

## Poloha
Na západě a jihu tvoří hranici masivu údolí řeky Arc. Významná silnice Route des Grandes Alpes vedoucí přes sedlo Col de l'Iseran (2770 m) odděluje na východě masiv Vanoise od pohoří Grajské Alpy. Probíhá zde také hranice národních parků - Národního parku Gran Paradiso (Itálie) a Národního parku Vanoise (Francie). Sever území je vymezen tokem řeky Isere protékající zde údolím Tarentaise.
Někdy je pohoří Vanoise přiřazováno k rozlehlejším Grajským Alpám.[zdroj?]

## Vrcholy
| - Grande Casse (3855 m) - Mont Pourri (3779 m) - Dent Parrachée (3697 m) - Grande Motte (3653 m) - Pointe de la Fournache (3639 m) - Dôme de la Sache (3601 m) - Dôme de l'Arpont (3599 m) - Dômes de la Vanoise (3586 m) - Dôme de Chasseforêt (3586 m) - Grand Roc Noir (3582 m) - Dôme des Nants (3570 m) - Aiguille de Péclet (3561 m) - Mont Turia (3550 m) - Aiguille de Polset (3531 m) - Mont de Gébroulaz (3511 m) - Dôme de Polset (3501 m) - Pointes du Châtelard (3479 m) - Dôme des Platières (3473 m) - Roc des Saints Pères (3470 m) | - Pointe de la Sana (3436 m) - Pointe du Bouchet (3420 m) - Bellecôte (3417 m) - Grand Bec (3398 m) - Pointe du Vallonnet (3372 m) - Pointe Rénod (3368 m) - Dôme des Sonnailles (3361 m) - Pointe de Claret (3355 m) - Pointe de Méan Martin (3330 m) - Dôme des Pichères (3319 m) - Grand Roc (3316 m) - Roche Chevrière (3281 m) - Pointe de Thorens (3266 m) - Mont Pelve (3261 m) - Épaule du Bouchet (3250 m) - Pointe des Buffettes (3233 m) - Aiguille Rouge (3227 m) - Pointe de la Réchasse (3212 m) - Pointe du Dard (3206 m) |  |

## Turismus

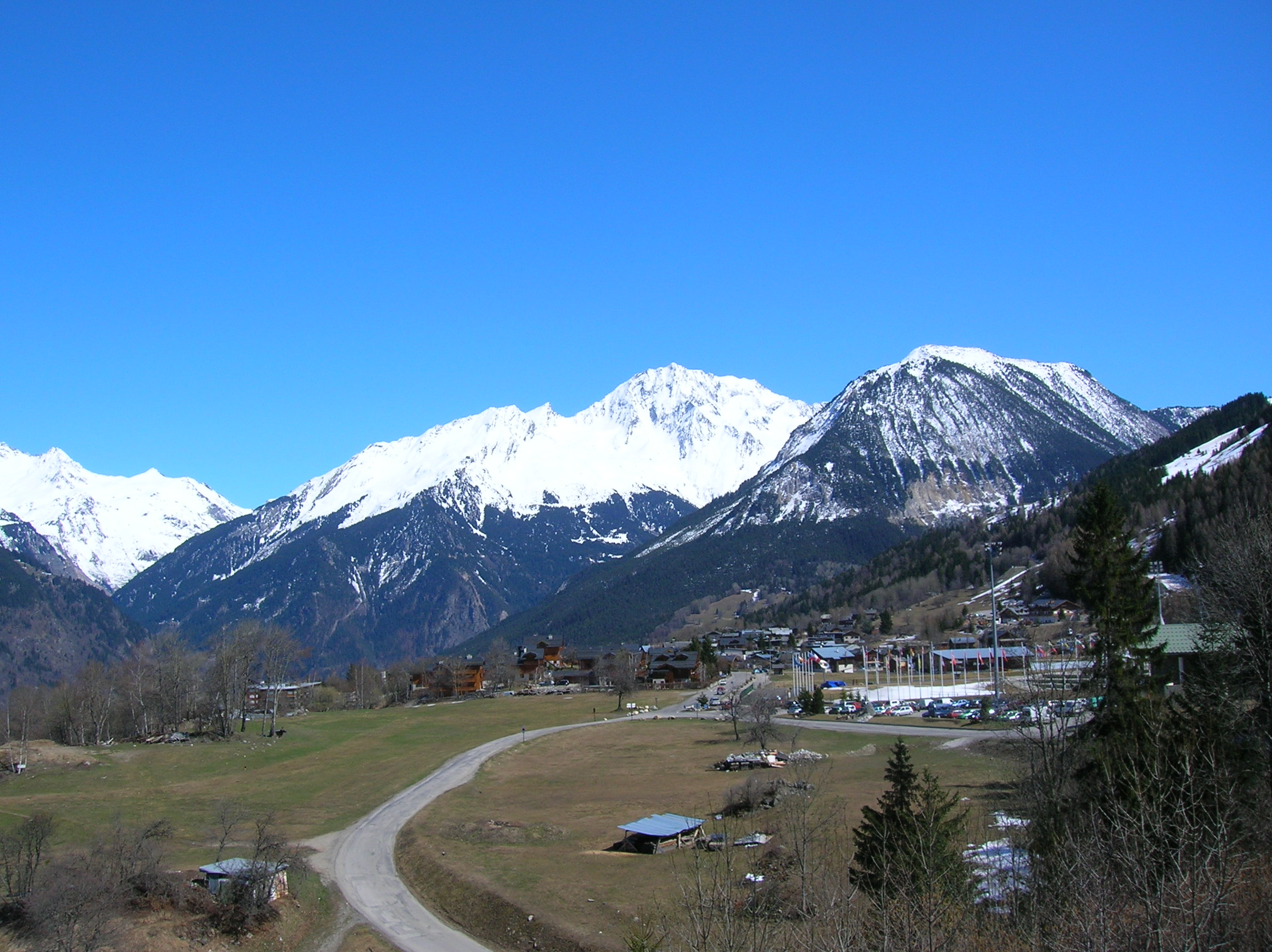
Pohled na středisko v Courchevel

Pohoří Vanoise je vyhledávané především vyznavači zimích sportů. Nalézají se zde známá lyžařská střediska jako např. Tignes, Les Arcs, La Plagne, Meribel, Val-d'Isère, Val Thorens nebo Courchevel. Na tváři krajiny se zde významně podepsala masivní výstavba lanovek, hotelů a sportovních areálů. Ty přitahují ročně statisíce návštěvníků. Pro turisty je zde vyznačeno kolem 400 km cest a v horách jim slouží na 14 horských chat.